# متروی ده‌گو
متروی ده‌گو (انگلیسی: Daegu Metro) سیستم قطار شهری زیرزمینی و مونوریل در شهر ده‌گو، کره جنوبی است.
این مترو که در سال ۱۹۹۷ تأسیس شده دارای ۳ خط، ۸۹ ایستگاه و ۸۱٫۲ کیلومتر طول می‌باشد.

## نگارخانه

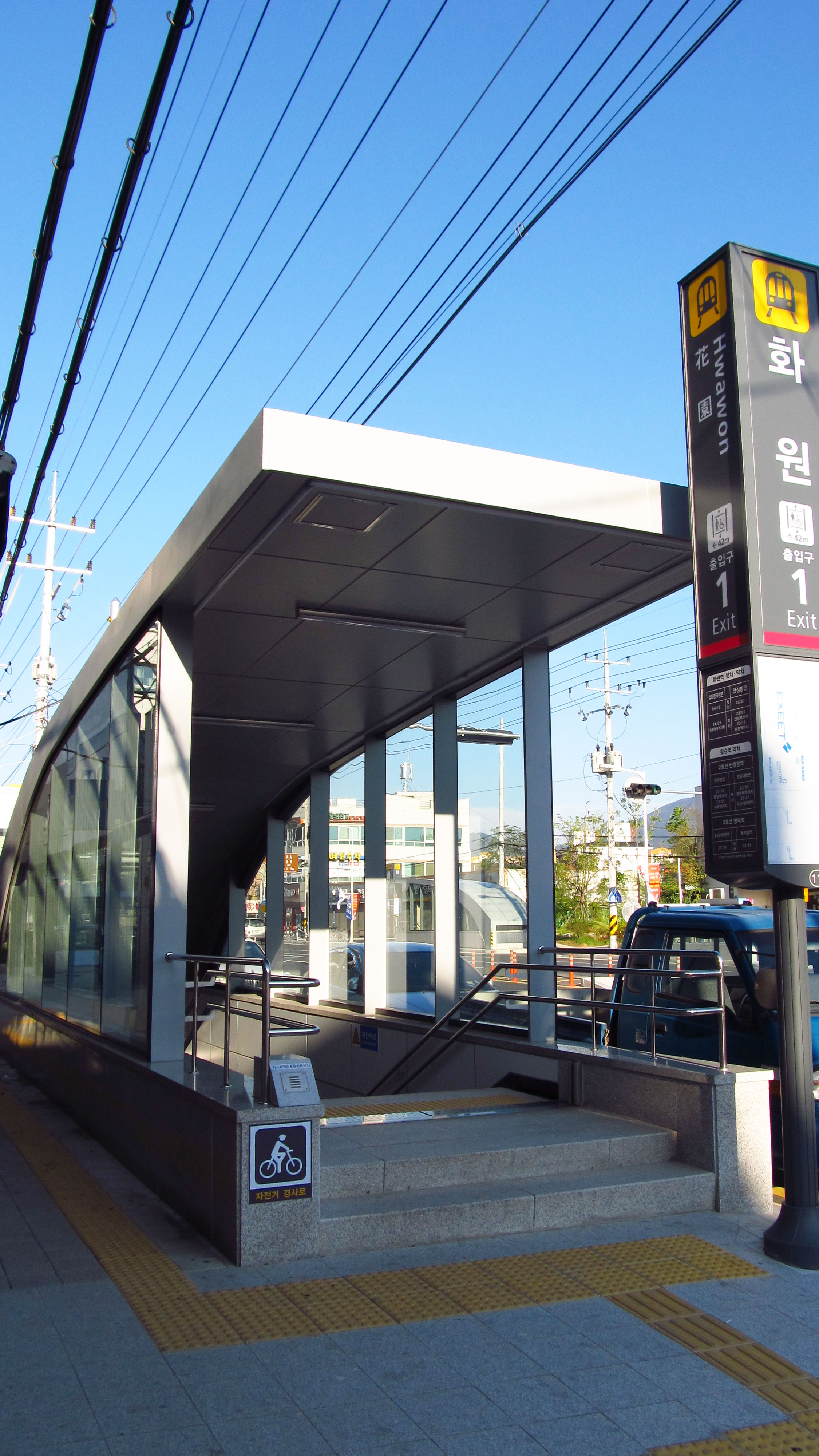
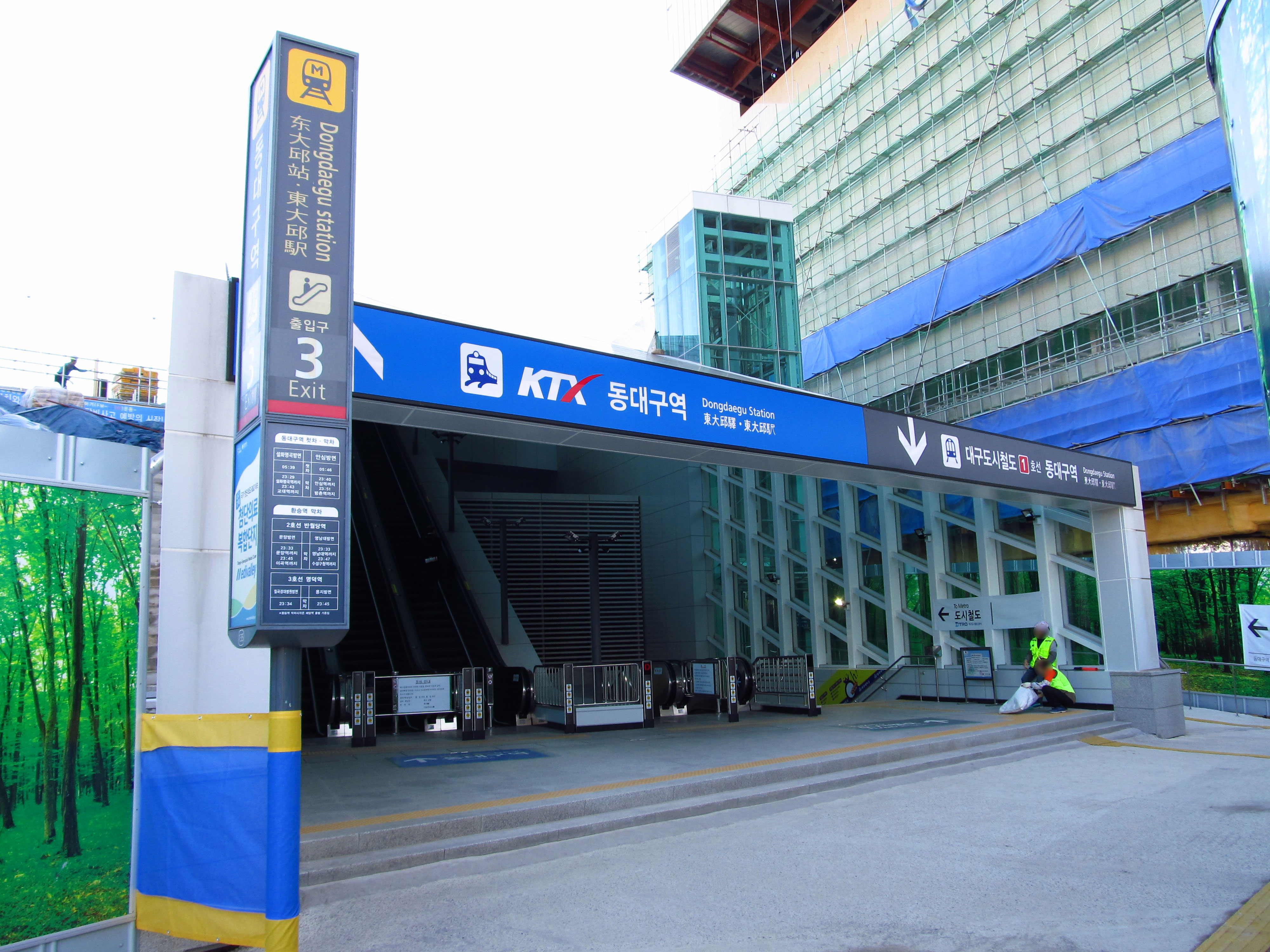
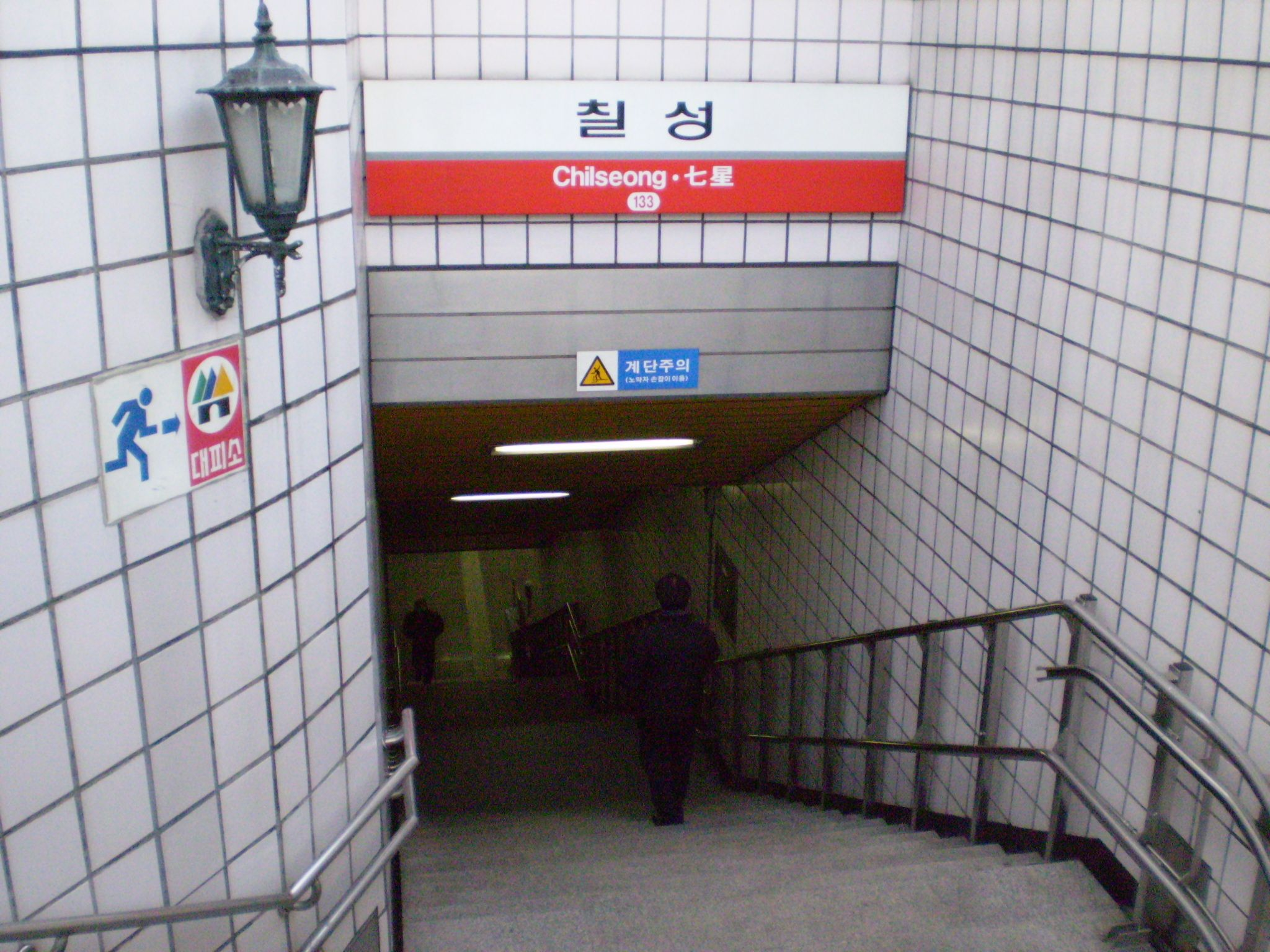
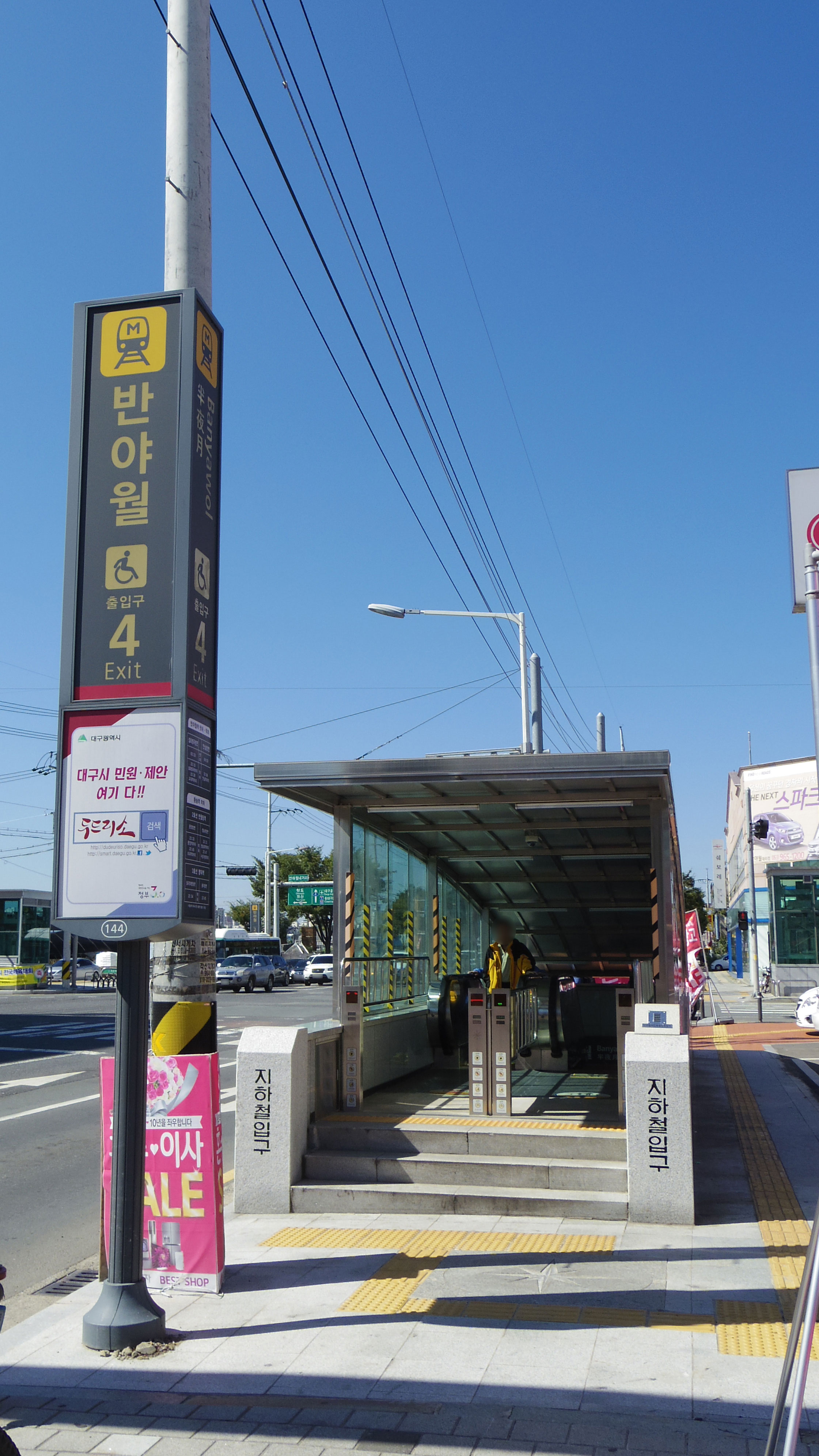
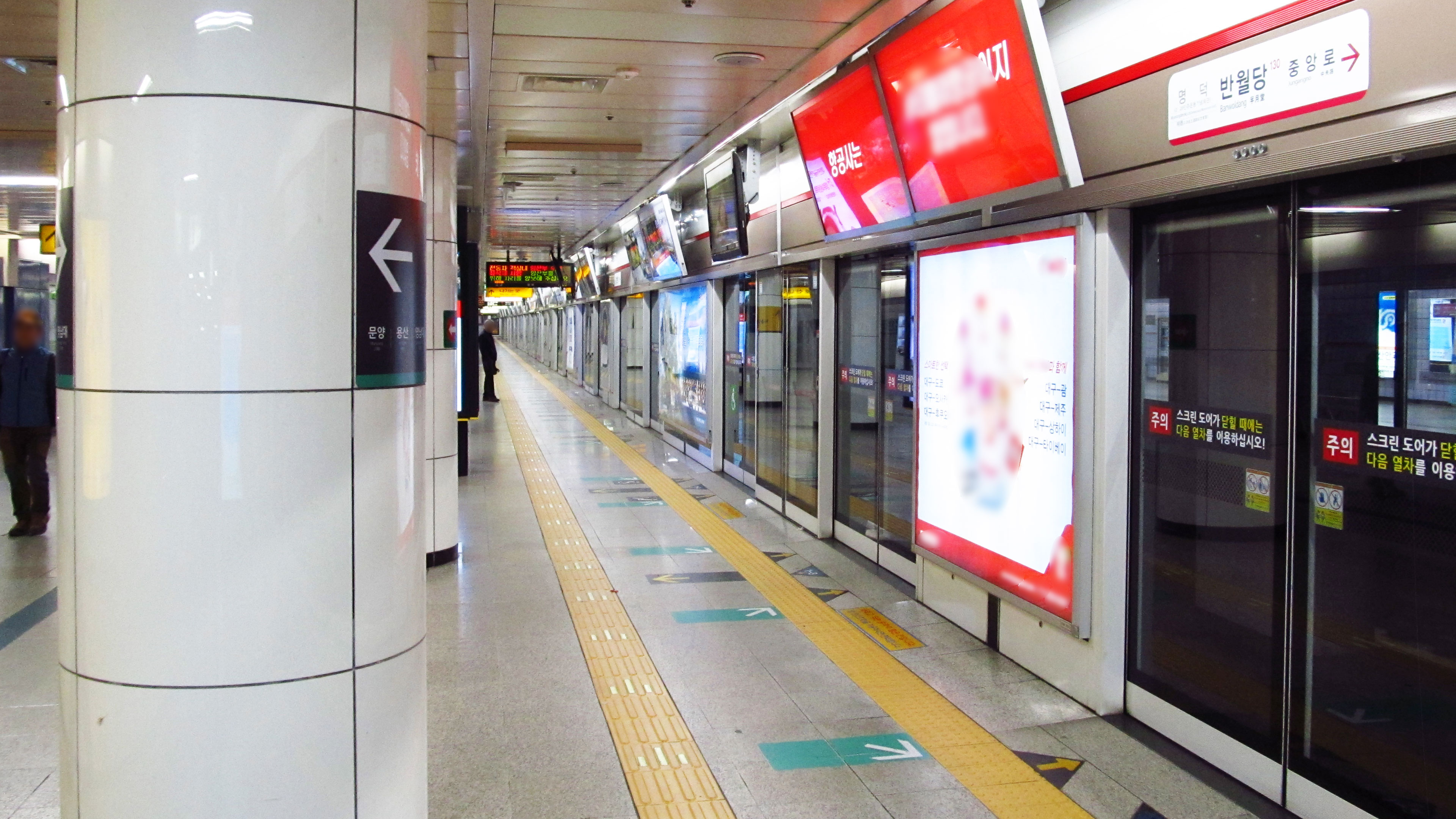
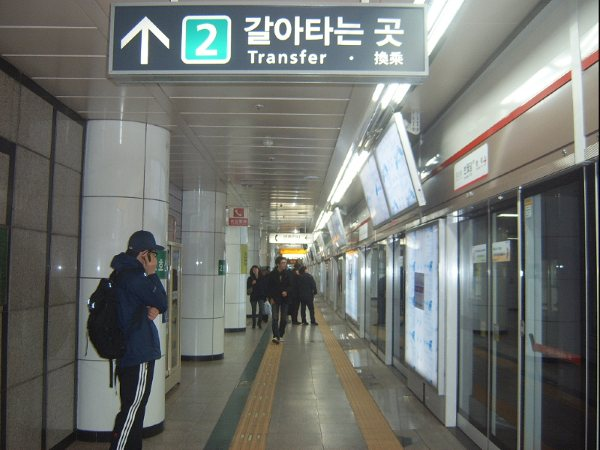
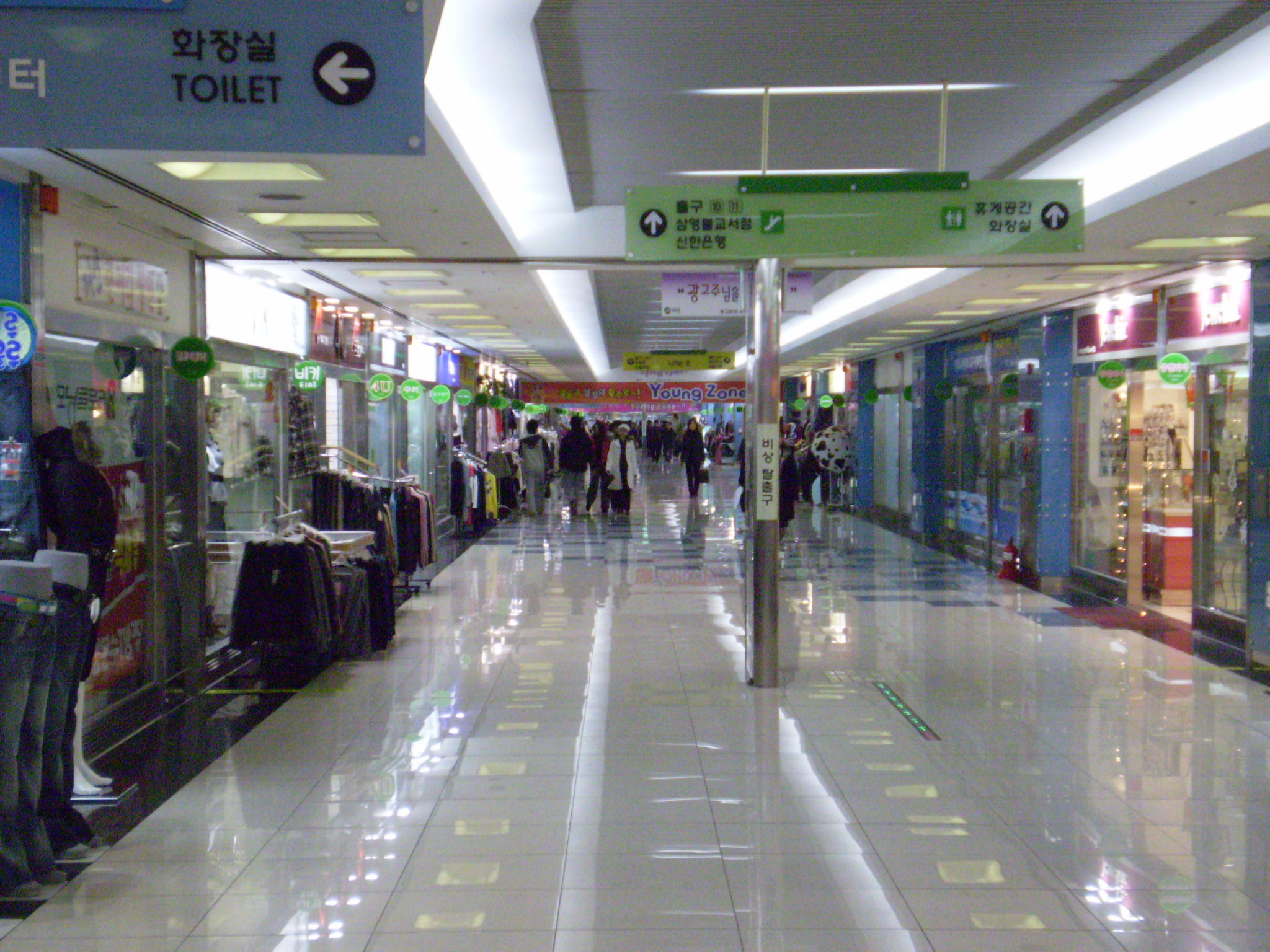
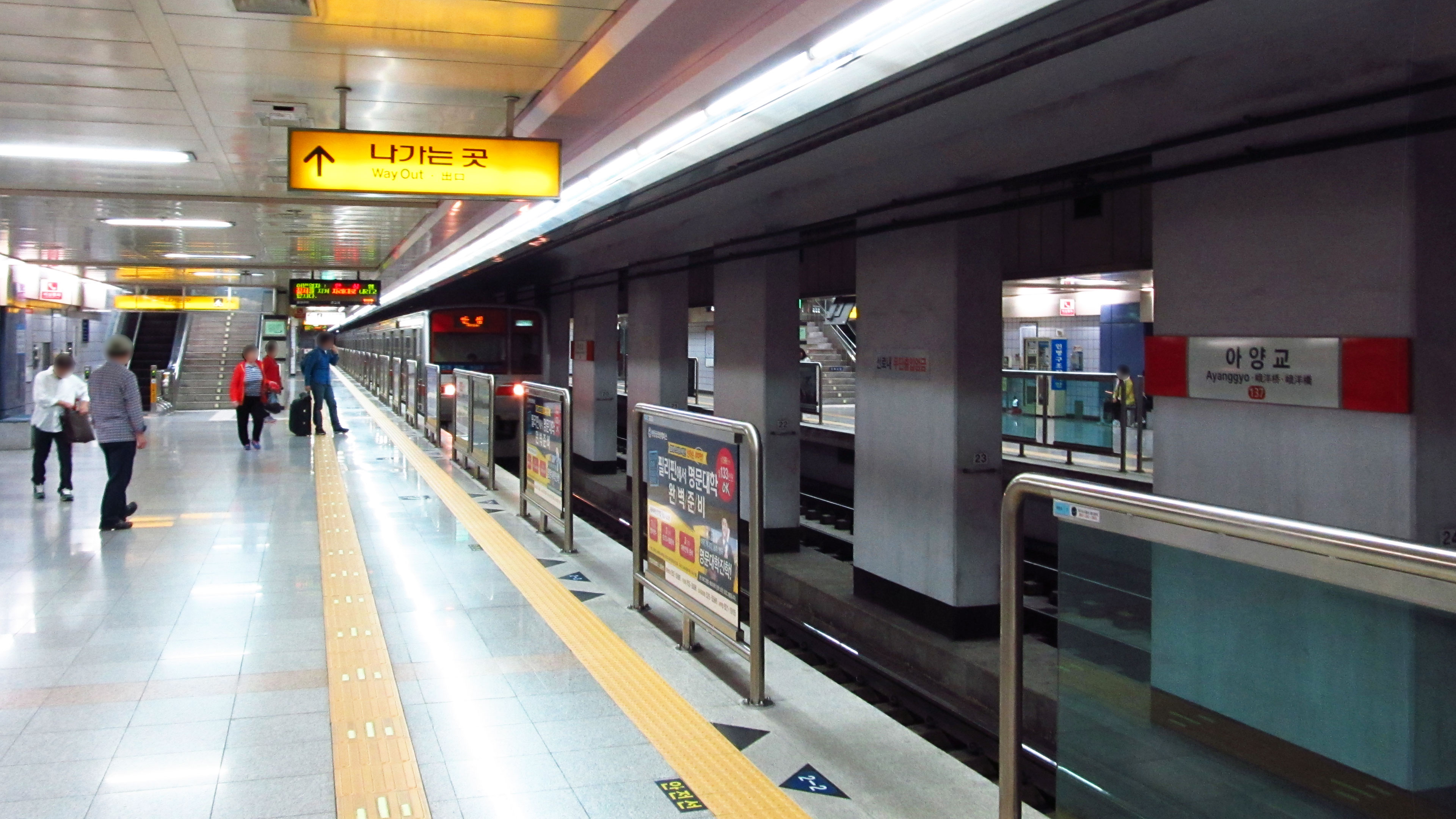
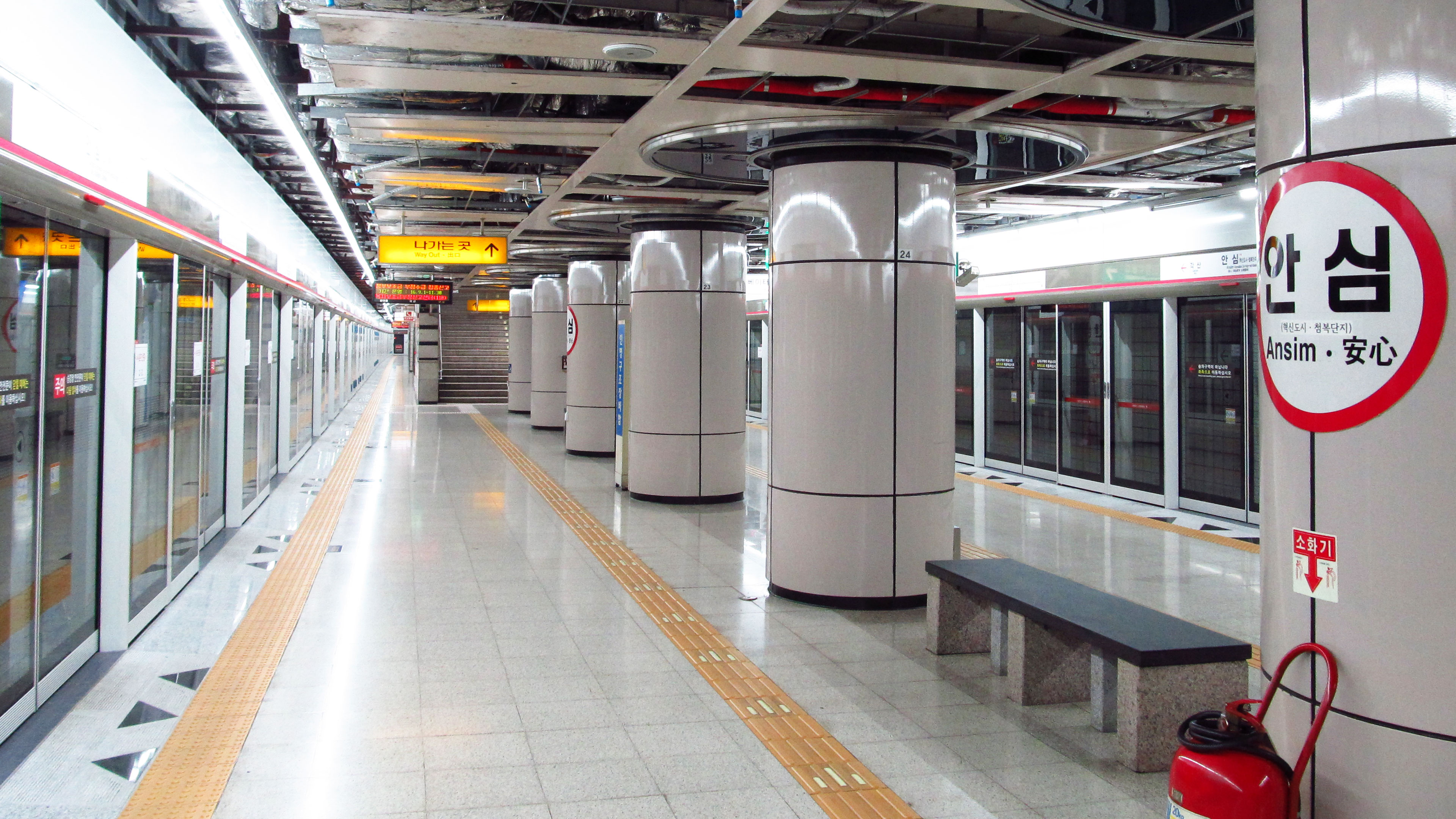
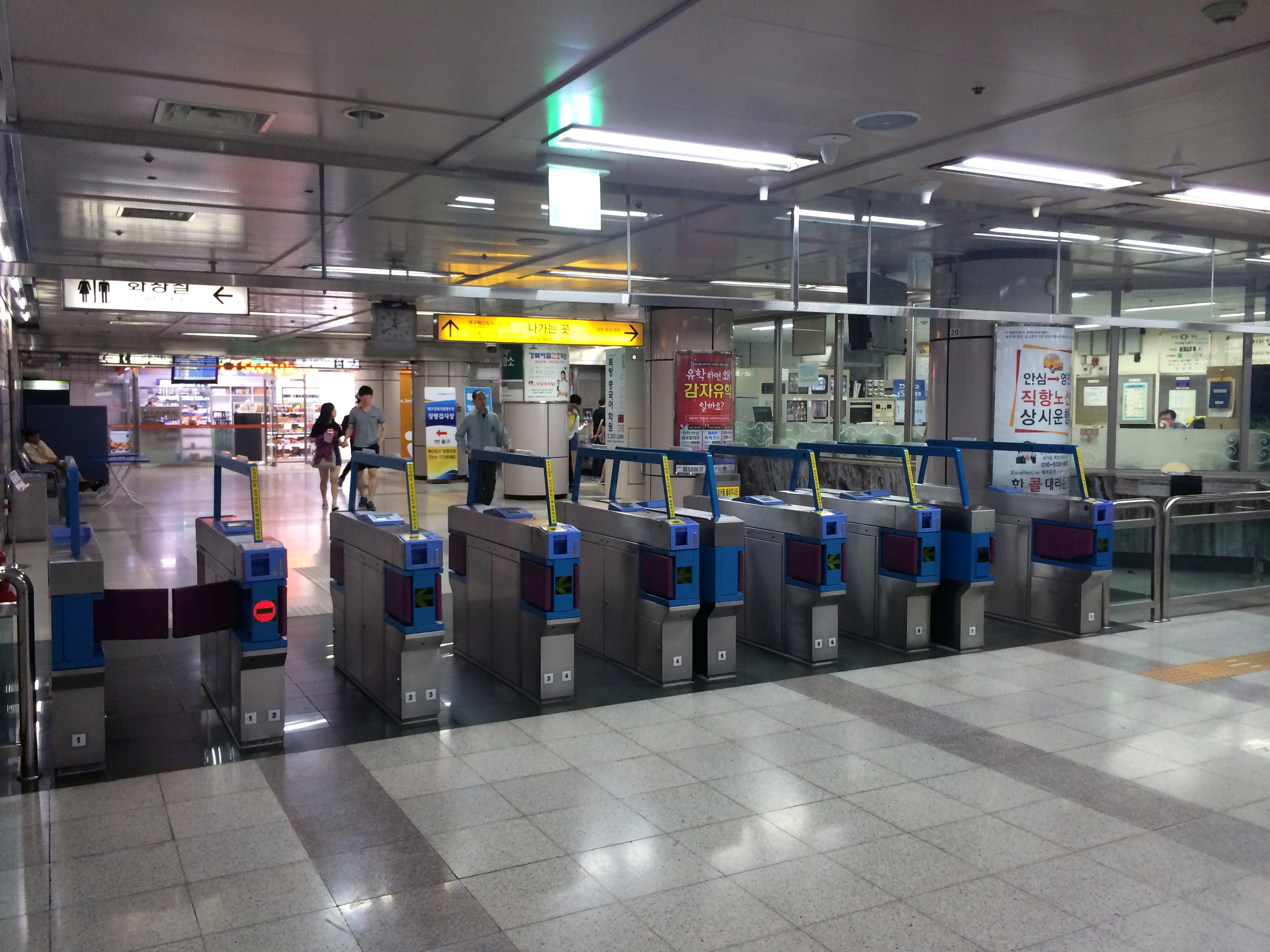
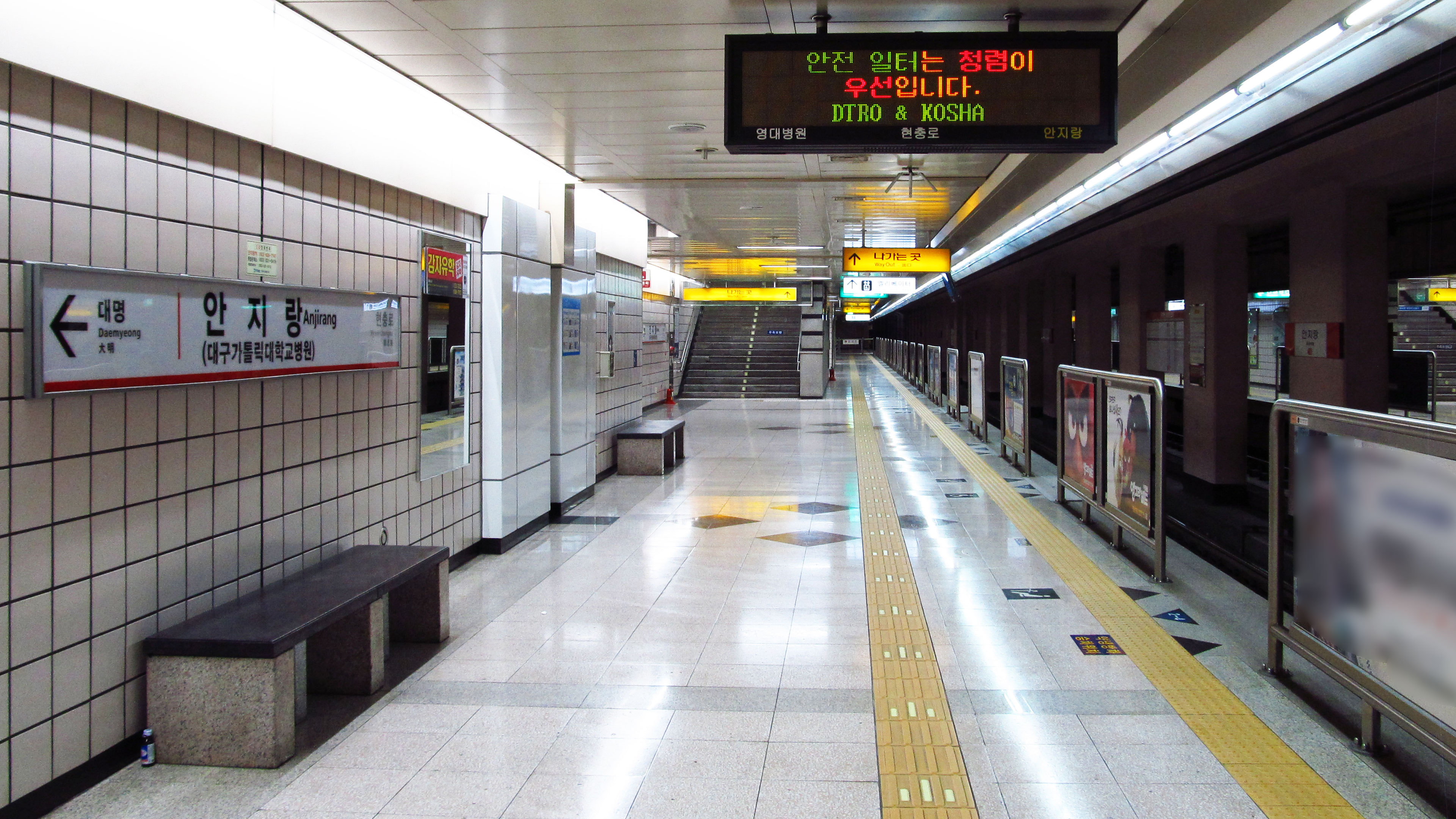